# گلوریا زیبرت
گلوریا زیبرت (آلمانی: Gloria Siebert؛ زادهٔ ۱۳ ژانویهٔ ۱۹۶۴) دونده دو با مانع زن اهل آلمان است.